# Asociación Hipotecaria Española
La Asociación Hipotecaria Española (AHE) es una asociación profesional, miembro de la Federación Hipotecaria Europea (FHE), especializada integrada por bancos, cajas de ahorros, cooperativas de crédito y establecimientos financieros de crédito que tienen una mayor presencia en el mercado hipotecario español.

## Actividades
Por su cometido específico mantiene contacto con los responsables de la elaboración de las normas que afectan a este mercado. Facilita información sobre el mercado hipotecario, normativa que lo regula, principales datos estadísticos y de coyuntura, así como informes sobre su situación y evolución.

## Guía de préstamos hipotecarios
La AHE busca tanto la transparencia en el mercado hipotecario, así como la protección de los consumidores, ámbito en el que ha editado, conjuntamente con el Instituto Nacional del Consumo, una "Guía de préstamos hipotecarios".

## Miembros
Los miembros que componen la Asociación Hipotecaria Española son:
Bancos y Cajas de Ahorros
1. BANCO BILBAO VIZCAYA ARGENTARIA
2. BILBAO BIZKAIA KUTXA
3. BANCO CAIXA GERAL
4. BMN
5. BANCO COOPERATIVO ESPAÑOL
6. C.R. CRÉDIT AGRICOLE SUD MEDITERANEÉ
7. BANCO GALLEGO
8. CAJA ESPAÑA - DUERO
9. BANCO SABADELL
10. IBERCAJA
11. BANCO SANTANDER
12. ING DIRECT
13. BANKIA
14. LA CAIXA
15. BARCLAYS
16. BANK UNICAJA

COOPERATIVAS DE CRÉDITO/CAJAS RURALES
1. CAJA LABORAL - IPAR KUTXA

ESTABLECIMIENTOS FINANCIEROS DE CRÉDITO
1. U.C.I.

INSTITUCIONES Y ASOCIACIONES
1. AEPROSER
2. CONFEDERACIÓN ESPAÑOLA DE CAJAS DE AHORROS (CECA)
3. Asociación Española de Banca
4. DIRECCIÓN GENERAL DE ARQUITECTURA Y POLÍTICA DE VIVIENDA

EMPRESAS
1. AIG UNITED GUARANTY
2. SIVASA
3. BANESTO
4. SOCIEDAD DE TASACIÓN, S.A.
5. GENWORTH FINANCIAL
6. TINSA
7. KRATA S.A
8. EUROVAL